# Pulčínský vodopád
Pulčínský vodopád je přírodní vodopád na bezejmenném přítoku Pulčínského potoka (povodí Senice - přítoku Vsetínské Bečvy) nacházející se pod Pulčínskými skalami (Národní přírodní rezervace Pulčín – Hradisko) v pohoří Javorníky v katastru vesnice Pulčín, části obce Francova Lhota, v okrese Vsetín ve Zlínském kraji. Na pevném pevném pískovcovém podloží vznikl vodopád, který má horní a dolní část. Dolní část je vyšší s výškou cca 2 metry. Sklon vodopádu je přibližně 30°. Vodopád vynikne jen při větším průtoku vody.

## Galerie

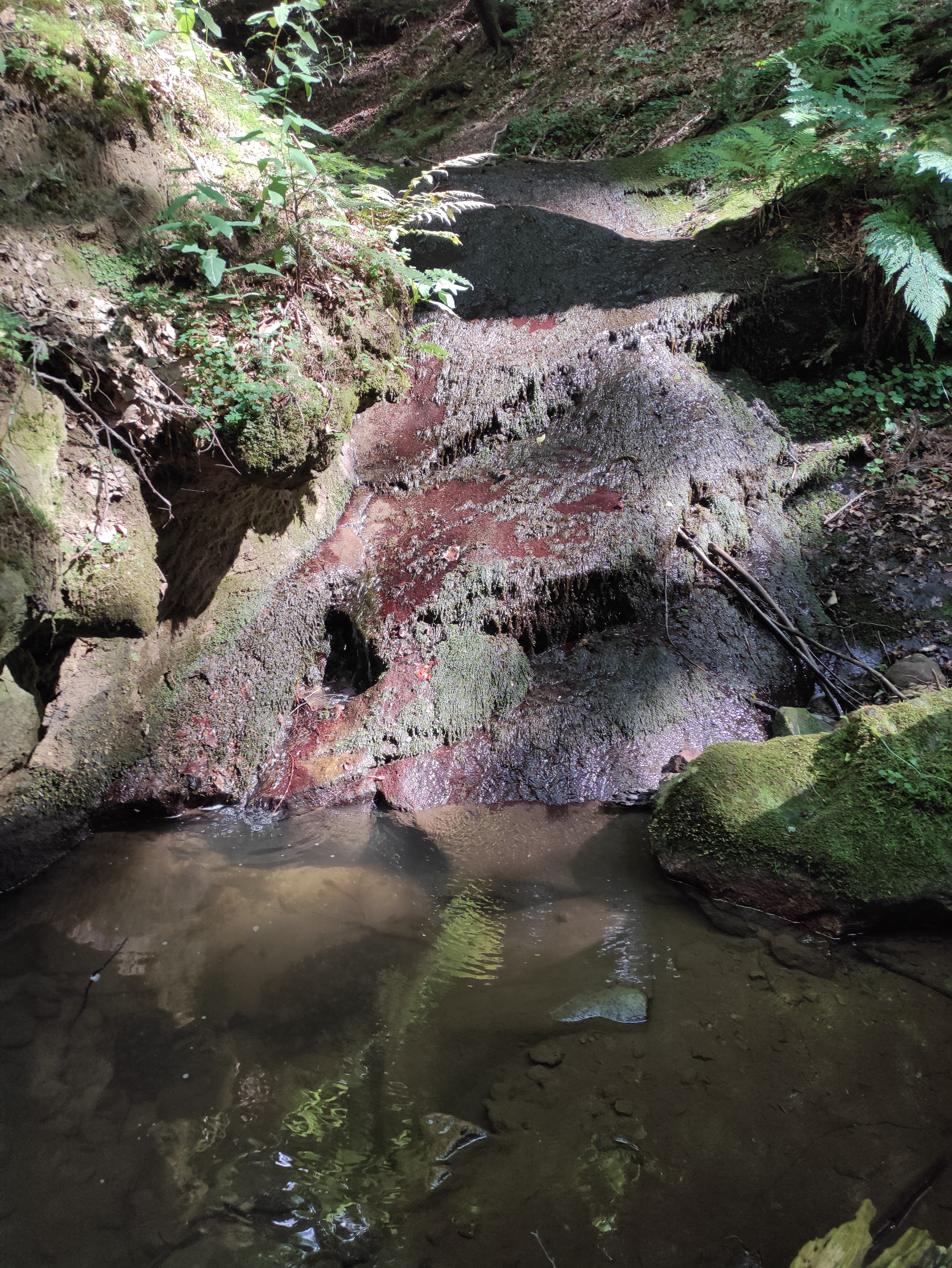
Pulčínský vodopád (dolní) při menším průtoku
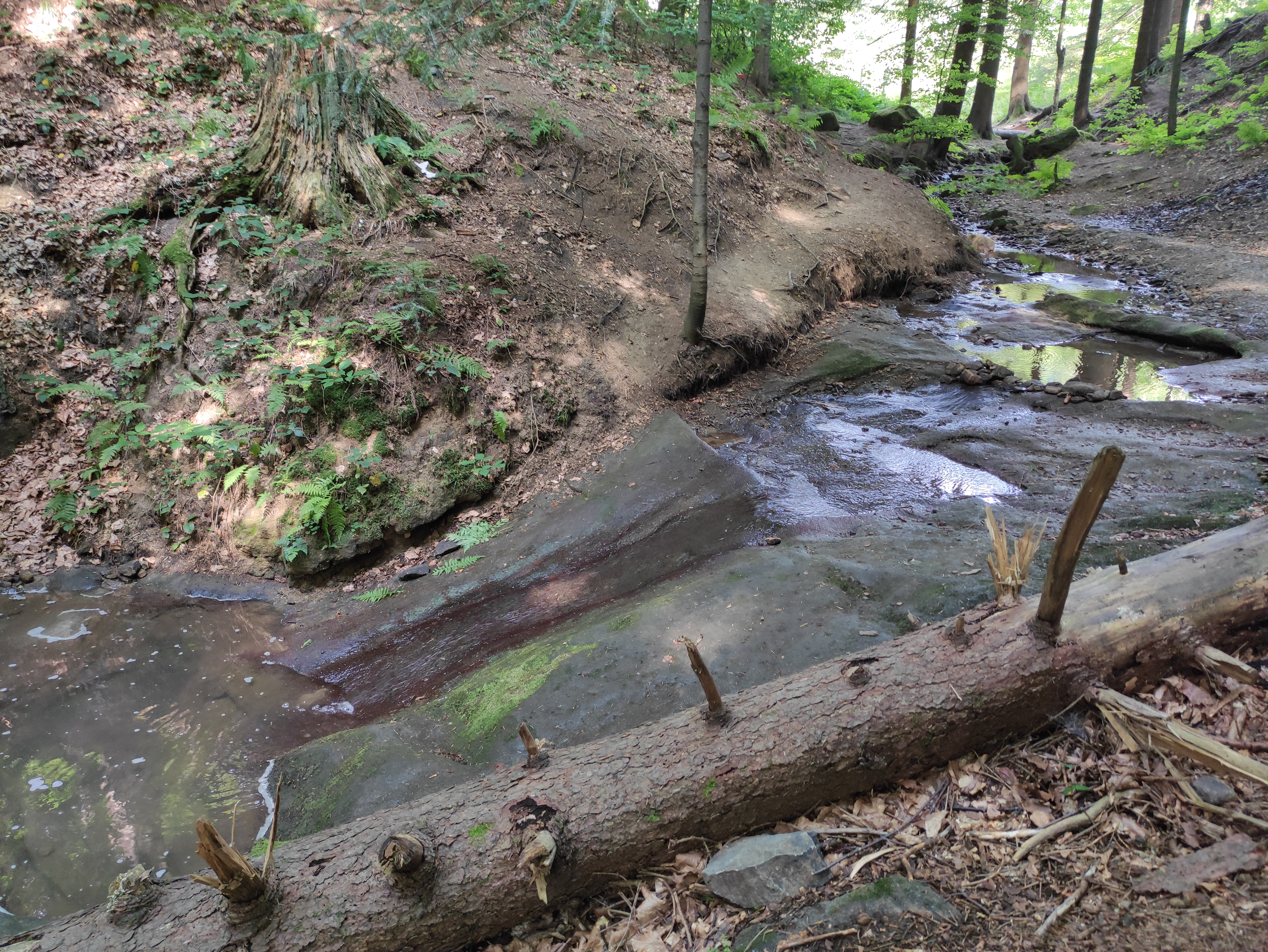
Pulčínský vodopád (horní) při menším průtoku